# Euryophion nigripennis
Euryophion nigripennis är en stekelart som beskrevs av Cameron 1906. Euryophion nigripennis ingår i släktet Euryophion och familjen brokparasitsteklar. Inga underarter finns listade i Catalogue of Life.